# Città dell'Azerbaigian
In Azerbaigian 12 città (in azero şəhərlər, singolare şəhər) hanno autonomia amministrativa pari a quella dei distretti: Baku, Gəncə, Lənkəran, Mingəçevir, Naxçıvan, Qusar, Sumqayıt, Yevlax, Şirvan, Şəki.

## Aree urbane
Secondo l'ufficio statistico, a inizio 2014 vi sono 78 aree urbane in Azerbaigian classificate come città (şəhərlər); altre 261 aree minori sono classificate come insediamenti (qəsəbələr). Le città in questo senso sono:
- Ağdam[2]
- Ağdaş
- Ağcabədi
- Ağstafa
- Ağsu
- Astara
- Babək
- Baku (capitale)
- Balakən
- Bərdə
- Beyləqan
- Biləsuvar
- Cəbrayıl
- Culfa
- Daşkəsən
- Davaçi
- Füzuli[2]
- Gədəbəy
- Gəncə
- Goranboy
- Göyçay
- Göygöl
- Hacıqabul
- İmişli
- İsmayıllı
- Kəlbəcər[2]
- Kürdəmir
- Lənkəran
- Lerik
- Masallı
- Mingəçevir

- Naxçıvan
- Naftalan
- Neftçala
- Oğuz
- Ordubad
- Qabala
- Qax
- Qazax
- Quba
- Qubadlı[2]
- Qusar
- Saatlı
- Sabirabad
- Şahbuz
- Şamaxı
- Şəki
- Şəmkir
- Şərur
- Şirvan
- Siyəzən
- Sumqayıt
- Tərtər
- Tovuz
- Ucar
- Xaçmaz
- Xırdalan
- Xocavənd[2]
- Yardımlı
- Yevlax
- Zaqatala
- Zərdab

## Città più popolose
Lista delle città, inclusa la capitale Baku, più popolose del Paese secondo il censimento del 2012.
| Pos. | Azero      | Città      | Popolazione      | Immagine | Descrizione                                     |
| ---- | ---------- | ---------- | ---------------- | -------- | ----------------------------------------------- |
| 1    | Bakı       | Baku       | 2,122,300 (2012) |          | Capitale, centro economico e città più popolosa |
| 2    | Gəncə      | Gəncə      | 325,000 (2012)   |          |                                                 |
| 3    | Sumqayıt   | Sumqayıt   | 310,000 (2012)   |          | Secondo porto marittimo per importanza          |
| 4    | Mingəçevir | Mingəçevir | 100,775 (2012)   |          | Città suburbana                                 |
| 5    | Xırdalan   | Xırdalan   | 92,000 (2009)    |          | Città suburbana                                 |
| 6    | Şirvan     | Şirvan     | 85,000 (2012)    |          | Situata sul fiume Kura                          |
| 7    | Şəki       | Şəki       | 67,000 (2012)    |          | Città storica                                   |
| 8    | Yevlax     | Yevlax     | 58,000 (2012)    |          |                                                 |
| 9    | Lənkəran   | Lənkəran   | 50,000 (2012)    |          | Città suburbana                                 |